# Franc Rode
Franc Rode (soms, maar niet in het Sloveens, ook gespeld als Rodé) CM, (Rodica (Domžale), 23 september 1934) is een Sloveens geestelijke en een kardinaal van de Rooms-Katholieke Kerk.
Aan het einde van de Tweede Wereldoorlog vluchtte Rode met zijn familie naar Oostenrijk, en daarvandaan in 1948 naar Argentinië. Hier trad hij in 1952 in bij de Lazaristen. In 1957 legde hij zijn Eeuwige Geloften af. Hij studeerde vervolgens aan de Pauselijke Gregoriaanse Universiteit in Rome en aan het Institut Catholique de Paris, waar hij in 1968 promoveerde tot doctor in de godgeleerdheid. Hij werd op 29 juni 1960 in Parijs priester gewijd. Op last van de overste der Lazaristen keerde hij terug naar Joegoslavië om te gaan doceren aan het seminarie in Ljubljana.
In 1978 werd Rode raadsman bij de Pauselijke Raad voor de Dialoog met Niet-gelovigen. In 1981 werd hij onder-secretaris van deze Raad. In die tijd was hij met name verantwoordelijk voor het organiseren van discussiebijeenkomsten met Europese marxisten. Toen paus Johannes Paulus II de Raad in 1993 integreerde met de Pauselijke Raad voor de Cultuur, maakte hij Rode secretaris van deze Raad. Hij werkte in deze Raad direct onder de president Paul Poupard.
Op 5 maart 1997 werd Rode benoemd tot aartsbisschop van Ljubljana en daarmee tot primaat van Slovenië; zijn bisschopswijding vond plaats op 6 april 1997. Hij koos Stati inu Obstati (Staan en Handhaven, ook het randschrift van de Sloveense euromunten) als zijn wapenspreuk. Op 11 februari 2004 keerde hij terug naar Rome om prefect te worden van de congregatie voor de Instituten van Gewijd Leven en Gemeenschappen van Apostolisch Leven. Paus Benedictus XVI hield - na zijn verkiezing tot paus - Rode aan in deze functie.
Rode werd, als eerste ooit uit Slovenië, tijdens het consistorie van 24 maart 2006 kardinaal gecreëerd. Hij kreeg de rang van kardinaal-diaken. Zijn titeldiakonie werd de San Francesco Saverio alla Garbatella. Rode nam deel aan het conclaaf van 2013.
Op 4 januari 2011 ging Rode met emeritaat. Op 23 september 2014 verloor hij - in verband met het bereiken van de 80-jarige leeftijd - het recht om deel te nemen aan een toekomstig conclaaf.
Rode kreeg op 20 juni 2016 de rang van kardinaal-priester. Zijn titeldiakonie werd pro hac vice zijn titelkerk.
- Bibsys: 90221333
- Bibliothèque nationale de France: cb123332047 (data)
- Gemeinsame Normdatei: 119231395
- International Standard Name Identifier: 0000 0001 2134 9592
- Library of Congress Control Number: n85222376
- Nationale Bibliotheek van Tsjechië: js2017942097
- Nationale bibliotheek van Australië: 35775246
- Nationale en Universitaire bibliotheek Zagreb: 000230464
- Nederlandse Thesaurus van Auteursnamen: 088099725
- Réseau des bibliothèques de Suisse occidentale: 02-A003754542
- Système universitaire de documentation: 068912994
- Trove: 1081673
- Virtual International Authority File: 59155368
- WorldCat: E39PCjv9fMDhcPxpcrR9dcbhf3